# Борджиа (телесериал, Франция — Германия — Чехия — Италия)
«Бо́рджиа» (англ. Borgia) — франко-германо-чешско-итальянский драматический телесериал, созданный Томом Фонтаной. Шоу сосредоточено на истории возвышения и падения семейства Борджиа в Папской области в период Ренессанса.
Телесериал «Борджиа» дебютировал в Италии на телеканале Sky Italia 10 июля 2011 года и в Северной Америке на канале Netflix 2 октября 2011 года. Шоу было продлено на второй сезон, премьера которого состоялась во Франции на телеканале Canal+ 18 марта 2013 года, а на Netflix — 1 мая 2013 года. Третий и финальный сезон вышел на экраны во Франции на Canal+ 15 сентября 2014 года, а на Netflix две недели спустя, 1 ноября 2014 года. Финальный эпизод телесериала был показан во Франции на телеканале Canal+ 27 октября 2014 года.

## Производство
Сериал был разработан компанией Atlantique Productions (дочернее предприятие компании Lagardere) для французского платного премиум-канала Canal+, совместно с EOS Entertainment. Съёмки проходили в Чехии (все три сезона), Италии (второй и третий сезоны), Хорватии (третий сезон). В Чехии шоу продюсировала компания Etic films. Международный показ осуществлял Beta Film GmbH.

### Международное производство
Хотя сериал считается французско-немецко-чешско-итальянским, по факту всё производство является интернациональным. Создатель сериала, продюсер и ведущий сценарист Том Фонтана, а также другие сценаристы, в том числе Шон Уайтселл («Доктор Хаус», «Детектив Раш», «Убойный отдел»), Джина Джионфриддо («Закон и порядок», «Закон и порядок: Преступное намерение») и Ларри Коэн («Пациенты», «Филантроп»), а также некоторые другие — американцы. Во втором сезоне французская сценаристка Одри Фуше присоединилась к команде сценаристов.
Режиссёры происходят из нескольких различных частей Европы: Оливер Хиршбигель («Диана: История любви», «Вторжение» с Дэниелом Крейгом в главной роли) и Кристоф Шреве являются немцами, Дервла Уолш — ирландка, наиболее известная по британским телесериалам («Тюдоры», «Бесстыдники», «Крошка Доррит» BBC), британец Метин Хусейн («Льюис», «Бесстыдники», «Мерлин») и француз Томас Винсент. Сериал имеет довольно уникальный формат из-за того, что каждый режиссёр снимает как минимум два последовательных эпизода, прежде чем передать режиссёрское кресло другому.
Главный герой, Родриго Борджиа, сыгран американским актёром Джоном Доманом («Прослушка»). Остальные актёры родом из Великобритании, Франции, Германии и Чехии, а также Ирландии, Дании, Испании и нескольких других стран.

## В ролях

### Основной состав
- Джон Доман — кардинал Родриго Борджиа / Папа Александр VI
- Марк Райдер — кардинал Чезаре Борджиа
- Стэнли Вебер — Хуан Борджиа
- Изольда Дюшаук — Лукреция Борджиа
- Марта Гастини — Джулия Фарнезе
- Дьярмуид Нойес[англ.] — кардинал Алессандро Фарнезе
- Арт Малик — Франциско Гасет, секретарь Родриго Борджиа
- Ассумпта Серна — Ванноцца деи Каттанеи
- Кристиан Маккей[англ.] — кардинал Асканио Сфорца
- Скотт Уинтерс[англ.] — кардинал Рафаэль Риарио
- Деян Чукич — кардинал Джулиано делла Ровере / папа Юлий II

### Второстепенный состав
- Виктор Шефе[нем.] — протонотарий Иоганн Буркард
- Удо Кир — папа Иннокентий VIII
- Джон Брэдли-Уэст — кардинал Джованни Медичи
- Майкл Фицджеральд — кардинал Оливьеро Карафа
- Петр Ванек — Микелетто Корелья
- Николас Бельмонте — принц Джем
- Иэн Глен — Джироламо Савонарола
- Симон Ларварон — король Карл VIII
- Джозеф Битти — король Людовик XII
- Элена Субейран — Анна Бретонская
- Марк Дуре[фр.] — кардинал Гийом Бриконне[фр.]
- Скотт Клевердон — Гонсало Фернандес де Кордова
- Дейв Леджено — Гвидобальдо да Монтефельтро
- Ричард Маккейб — король Федериго Неаполитанский
- Палома Блойд — Карлотта Арагонская[англ.]
- Стефани Кайар — Шарлотта д’Альбре
- Элишка Кренкова — Санча Арагонская
- Валентина Черви — Катерина Сфорца
- Флориан Фитц — Лодовико Моро
- Том Влашиха — герцог Филипп I Красивый
- Марко Кассини — Пьетро Бембо
- Пол Рис — Леонардо да Винчи
- Тибо Эврар — Никколо Макиавелли
- Дэнни Сзам — Микеланджело Буонаротти
- Карл Ахляйтнер[нем.] — Иоганн Тритемий

## Эпизоды
| Сезон | Сезон | Эпизоды | Оригинальная дата показа | Оригинальная дата показа |
| Сезон | Сезон | Эпизоды | Премьера сезона          | Финал сезона             |
| ----- | ----- | ------- | ------------------------ | ------------------------ |
|       | 1     | 12      | 10 июля 2011             | 7 октября 2011           |
|       | 2     | 12      | 18 марта 2013            | 22 апреля 2013           |
|       | 3     | 14      | 15 сентября 2014         | 27 октября 2014          |

### Сезон 1:Вера и Страх(2011)
(Март 1492 — Июнь 1493)
| № общий | № в сезоне | Название                                             | Режиссёр          | Автор сценария                                                        | Дата показа во Франции | Дата показа в Италии |
| --- | ---------- | ---------------------------------------------------- | ----------------- | --------------------------------------------------------------------- | ---------------------- | -------------------- |
| 1 | 1          | «1492»                                               | Оливер Хиршбигель | Том Фонтана                                                           | 10 октября 2011        | 10 июля 2011         |
| 1492 год. Италия разбита на множество враждующих собой государств, которым угрожают нашествия извне: французов - с севера и турок - с юга. В самом Риме идет борьба за власть между влиятельными семьями Колонна, Орсини и Борджиа. Папа Иннокентий VIII плох здоровьем и в ближайшем будущем может умереть. Вице-канцлер Римской церкви Родриго Борджиа, пользуясь расположением папы, добивается для короля Испании титула "Самое католическое величество" в честь завершения Реконкисты. Основной противник Борджиа - декан Священной коллегии кардиналов Джулиано делла Ровере - безуспешно пытается добиться аналогичного титула для короля Франции. Из Испании возвращается сын Родриго - Хуан Борджиа, который сообщает о гибели Педро Луиса Борджиа, старшего сына Родриго. Лукреция становится девушкой и переезжает жить к Родриго, который планирует выдать её замуж к выгоде семьи Борджиа. Родриго Борджиа пытается примирить издавна враждующих Орсини и Колонна и создать вместе с ними союз для защиты режима от предстоящих нашествий. Однако из-за поступков Хуана и Чезаре эта попытка в отношении Колонна проваливается - эта семья становится врагами Борджиа. Чезаре Борджиа получает титул архиепископа Валенсии. |            |                                                      |                   |                                                                       |                        |                      |
| 2 | 2          | «Ondata di calore» «Волна тепла»                     | Оливер Хиршбигель | История: Том Фонтана Телесценарий: Кайл Брэдстрит и Брант Энгельштейн | 10 октября 2011        | 10 июля 2011         |
| 3 | 3          | «A Sacred Vow» «Священный обет»                      | Оливер Хиршбигель | История: Том Фонтана Телесценарий: Фрэнк Пульезе и Брант Энгельштейн  | 17 октября 2011        | 9 сентября 2011      |
| 4 | 4          | «Wisdom of the Holy Spirit» «Мудрость Святого Духа»  | Оливер Хиршбигель | История: Том Фонтана Телесценарий: Брант Энгельштейн и Фрэнк Пульезе  | 17 октября 2011        | 9 сентября 2011      |
| 5 | 5          | «The Bonds of Matrimony» «Узы супружества»           | Дервла Уолш       | История: Том Фонтана Телесценарий: Джина Джионфриддо                  | 24 октября 2011        | 16 сентября 2011     |
| 6 | 6          | «Legitimacy» «Законность рождения»                   | Дервла Уолш       | История: Том Фонтана Телесценарий: Брэдфорд Уинтерс                   | 24 октября 2011        | 16 сентября 2011     |
| 7 | 7          | «Maneuvers» «Манёвры»                                | Метин Хусейн      | История: Том Фонтана Телесценарий: Андреа Чиананавеи                  | 31 октября 2011        | 23 сентября 2011     |
| 8 | 8          | «Prelude to an Apocalypse» «Прелюдия к Апокалипсису» | Метин Хусейн      | История: Том Фонтана Телесценарий: Томас Келли                        | 31 октября 2011        | 23 сентября 2011     |
| 9 | 9          | «The Invasion of Rome» «Вторжение в Рим»             | Кристоф Шреве     | История: Том Фонтана Телесценарий: Шон Уайтселл                       | 7 ноября 2011          | 30 сентября 2011     |
| 10 | 10         | «Miracles» «Чудеса»                                  | Кристоф Шреве     | История: Том Фонтана Телесценарий: Джеймс Йошимура                    | 7 ноября 2011          | 30 сентября 2011     |
| 11 | 11         | «God’s Monster» «Божий монстр»                       | Метин Хусейн      | История: Том Фонтана Телесценарий: Кевин Дайбольдт                    | 14 ноября 2011         | 7 октября 2011       |
| 12 | 12         | «The Serpent Rises» «Змей поднимается»               | Метин Хусейн      | Том Фонтана                                                           | 14 ноября 2011         | 7 октября 2011       |

### Сезон 2:Правила любви, правила войны(2013)
(Февраль 1494 — Сентябрь 1494)
| № общий | № в сезоне | Название                                            | Режиссёр      | Автор сценария                                       | Дата показа во Франции | Дата показа в Италии |
| ------- | ---------- | --------------------------------------------------- | ------------- | ---------------------------------------------------- | ---------------------- | -------------------- |
| 13      | 1          | «The Time of Sweet Desires» «Время сладких желаний» | Дервла Уолш   | Том Фонтана                                          | 18 марта 2013          | 13 сентября 2013     |
| 14      | 2          | «Ash Wednesday» «Пепельная среда»                   | Дервла Уолш   | История: Том Фонтана Телесценарий: Брант Энгельштейн | 18 марта 2013          | 13 сентября 2013     |
| 15      | 3          | «Palm Sunday» «Вербное воскресенье»                 | Кристоф Шреве | История: Том Фонтана Телесценарий: Брэдфорд Уинтерс  | 25 марта 2013          | 20 сентября 2013     |
| 16      | 4          | «Pax Vobiscum» «Мир вам»                            | Кристоф Шреве | История: Том Фонтана Телесценарий: Андреа Чиананавеи | 25 марта 2013          | 20 сентября 2013     |
| 17      | 5          | «Ascension» «Вознесение»                            | Метин Хусейн  | История: Том Фонтана Телесценарий: Шон Уайтселл      | 1 апреля 2013          | 27 сентября 2013     |
| 18      | 6          | «Pentecost» «Пятидесятница»                         | Метин Хусейн  | История: Том Фонтана Телесценарий: Ларри Коэн        | 1 апреля 2013          | 27 сентября 2013     |
| 19      | 7          | «The Blessed Trinity» «Пресвятая Троица»            | Томас Винсент | История: Том Фонтана Телесценарий: Брант Энгельштейн | 8 апреля 2013          | 4 октября 2013       |
| 20      | 8          | «A Morality Play» «Нравоучительная пьеса»           | Томас Винсент | История: Том Фонтана Телесценарий: Крис Альберс      | 8 апреля 2013          | 4 октября 2013       |
| 21      | 9          | «Transfiguration» «Преображение»                    | Метин Хусейн  | История: Том Фонтана Телесценарий: Сузанна Стайрон   | 15 апреля 2013         | 11 октября 2013      |
| 22      | 10         | «The Assumption» «Успение»                          | Метин Хусейн  | История: Том Фонтана Телесценарий: Фрэнк Пульезе     | 15 апреля 2013         | 11 октября 2013      |
| 23      | 11         | «The Seven Sorrows» «Семь скорбей»                  | Кристоф Шреве | История: Том Фонтана Телесценарий: Одри Фуше         | 22 апреля 2013         | 18 октября 2013      |
| 24      | 12         | «Who Like God?» «Кто подобен Господу?»              | Кристоф Шреве | Телесценарий: Том Фонтана                            | 22 апреля 2013         | 18 октября 2013      |

### Сезон 3:Триумф и забвение(2014)
(1495—1507)
| № общий | № в сезоне | Название | Режиссёр             | Автор сценария                                                                                 | Дата показа во Франции | Дата показа в Италии |
| ------- | ---------- | -------- | -------------------- | ---------------------------------------------------------------------------------------------- | ---------------------- | -------------------- |
| 25      | 1          | «1495»   | Кристоф Шреве        | История и телесценарий: Том Фонтана и Брант Энгельштейн                                        | 15 сентября 2014       | 3 ноября 2014        |
| 26      | 2          | «1496»   | Кристоф Шреве        | История: Том Фонтана Телесценарий: Ларри Коэн                                                  | 15 сентября 2014       | 3 ноября 2014        |
| 27      | 3          | «1497»   | Кристоф Шреве        | История: Том Фонтана Телесценарий: Одри Фуше                                                   | 22 сентября 2014       | 10 ноября 2014       |
| 28      | 4          | «1498»   | Метин Хусейн         | История: Том Фонтана Телесценарий: Андреа Чиананавеи                                           | 22 сентября 2014       | 10 ноября 2014       |
| 29      | 5          | «1499»   | Метин Хусейн         | История: Том Фонтана Телесценарий: Сузанна Стайрон                                             | 29 сентября 2014       | 17 ноября 2014       |
| 30      | 6          | «1500»   | Метин Хусейн         | История: Том Фонтана Телесценарий: Уильям Бромелл                                              | 29 сентября 2014       | 17 ноября 2014       |
| 31      | 7          | «1501»   | Афина Рахель Цангари | История: Том Фонтана Телесценарий: Ларри Коэн                                                  | 6 октября 2014         | 24 ноября 2014       |
| 32      | 8          | «1502»   | Афина Рахель Цангари | История: Том Фонтана Телесценарий: Фрэнк Пульезе                                               | 6 октября 2014         | 24 ноября 2014       |
| 3334    | 910        | «1503»   | Метин Хусейн         | История: Том Фонтана Телесценарий: Крис Альберс История: Том Фонтана Телесценарий: Мари Россин | 13 октября 2014        | 1 декабря 2014       |
| 35      | 11         | «1504»   | Метин Хусейн         | История: Брант Энгельштейн                                                                     | 20 октября 2014        | 8 декабря 2014       |
| 36      | 12         | «1505»   | Кристоф Шреве        | История и телесценарий: Том Фонтана и Брант Энгельштейн                                        | 20 октября 2014        | 8 декабря 2014       |
| 37      | 13         | «1506»   | Кристоф Шреве        | История и телесценарий: Том Фонтана и Брант Энгельштейн                                        | 27 октября 2014        | 15 декабря 2014      |
| 38      | 14         | «1507»   | Кристоф Шреве        | История и телесценарий: Том Фонтана                                                            | 27 октября 2014        | 15 декабря 2014      |

## Историческая достоверность
Все персонажи сериала существовали в действительности и выступают под своими подлинными именами. Большая часть событий, показанных в сериале, действительно происходили или, по крайней мере, известны историкам из сплетен и домыслов современников; однако, как и многие другие художественные произведения, сериал иной раз вольно обращается с фактами ради большей связности и драматизма повествования: сложные политические события упрощаются, уменьшается количество их участников, сжимаются временные интервалы, действия одних исторических лиц приписываются другим, домысливаются обстоятельства личной жизни героев.
Так, первый сезон якобы описывает события 1492—1493 годов, но в него включены события и 1494—1497 годов (такие, как первое вторжение французов, битва при Форново и убийство Джованни/Хуана Борджиа); второй сезон сжимает события, которые происходили в течение нескольких лет, в интервал из нескольких месяцев 1494 года, а Чезаре Борджиа сериала изображается участником событий, при которых исторический Чезаре Борджа вовсе не присутствовал, например, при допросах и казни Савонаролы, или при смерти Карла VIII, произошедших в 1498 году. Завоевания Борджиа 1499—1503 годов, наоборот, растягиваются в третьем сезоне на 1495—1503 годы.
Многие детали вооружения и доспехов, например, шлемы-бургиньоты и фитильные аркебузы, характерны для второй половины XVI столетия, а не для эпохи Александра Борджиа. В то же время, критики обращают внимание на значительно большее портретное сходство исполнителей главных ролей с историческими персонажами, чем в телепроекте Нила Джордана.